# Carlfriedrich Claus

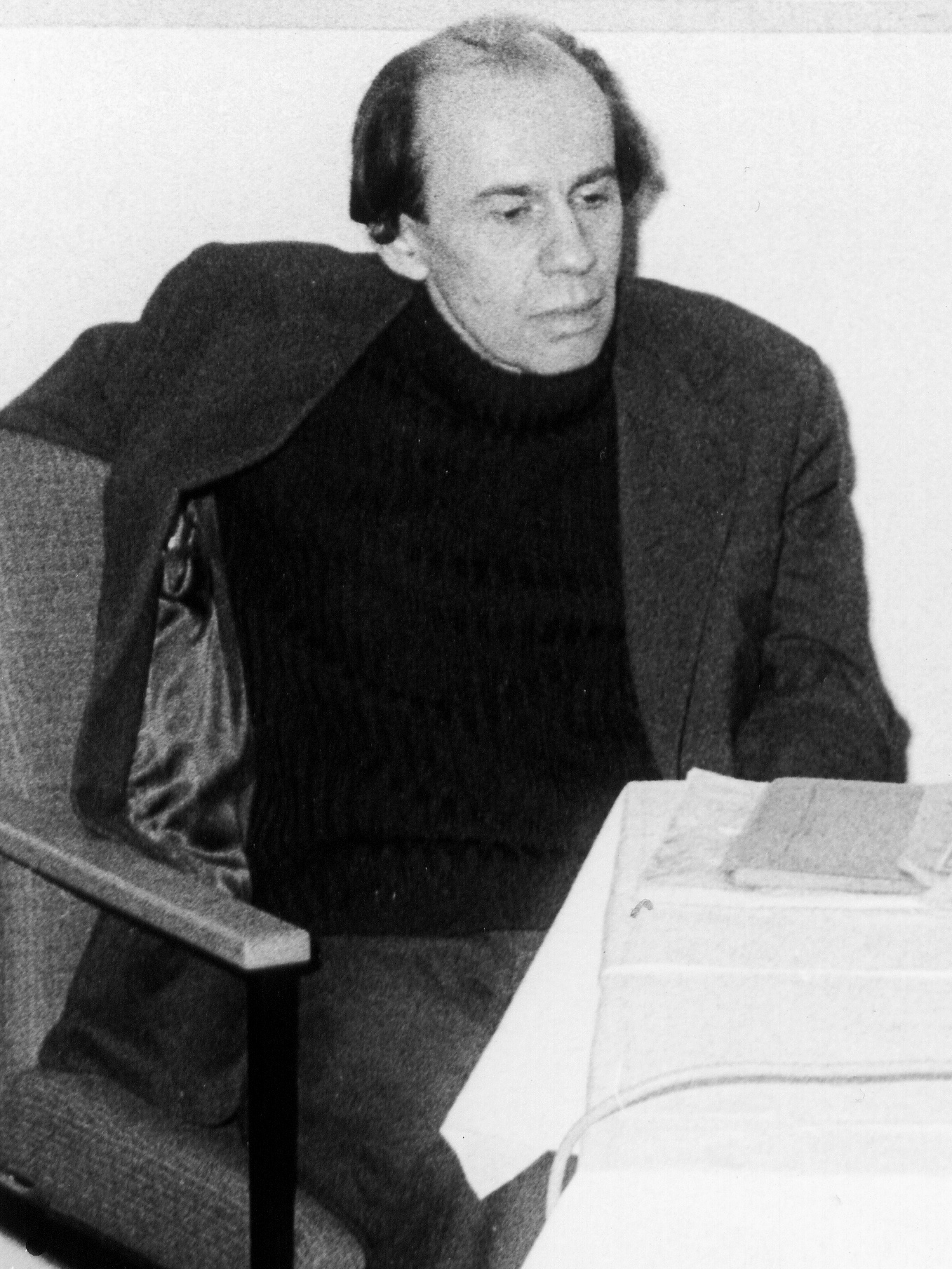
Carlfriedrich Claus beim Rossendorfer Klubabend (ROK) 98 Gespräch über Sprachblätter am 2. März 1978

Carlfriedrich Claus (* 4. August 1930 in Annaberg; † 22. Mai 1998 in Chemnitz) war ein deutscher avantgardistischer Künstler auf den Gebieten der Schriftgrafik, der Visuellen und Konkreten Poesie sowie der Lautpoesie. Er schuf ein umfangreiches Œuvre an Artikulationen, Sprachblättern, Drucken und Grafiken. Sein Nachlass steht als im Länderverzeichnis für Sachsen eingetragenes Kulturgut unter Kulturgutschutz.

## Leben
Carlfriedrich Claus wurde als einziges Kind des Schreibwaren- und Kunstbuchhändlers Johannes Friedrich Emil Claus (1887–1944) und dessen Frau Johanna Luise Claus (1893–1969) in Annaberg/Erzgebirge geboren. 1933 zog die Familie von der Bambergstraße 6 in die Buchholzer Straße 10 (Eingang Johannisgasse, Souterrainwohnung unter dem Kino Gloria-Palast). Am 8. April 1937 wurde Carlfriedrich in die Pestalozzi-Schule eingeschult, ab dem 28. August 1941 besuchte er das Anton-Günther-Gymnasium. Dem Bürobedarfsgeschäft in der Buchholzer Straße 21 (später zeitweilig Ernst-Thälmann-Straße 21) gliederte der Vater im Januar 1944 eine Kunsthandlung an, zwei Monate später starb er.
Claus begann sich schon früh für „fremde“ und „besondere“ Sprachen zu interessieren. Nicht zuletzt durch die „kritische Distanz zum nationalsozialistischen Regime“ und aus „Solidarität zu jüdischen Freunden“ lernte er Hebräisch und wendete sich auch dem Russischen, Armenischen und Chinesischen zu. Des Weiteren erwarb er zahlreiche Sprachwörterbücher und widmete sich dem Selbststudium der Kabbala sowie den Schriften Rudolf Steiners, Ernst Blochs, Novalis’, Jacob Böhmes, Spinozas und Paracelsus’.
Durch seine Eltern lernte Claus die von den Nationalsozialisten als „Entartete Kunst“ deklarierten Werke Kandinskys, Klees, Picassos, Légers und El Lissitzkys kennen und schätzen. Während der Kriegsjahre beschäftigte er sich zudem mit Heinrich Heine, Karl Marx, Daniel Henry Kahnweiler und Carl Einstein.
Angesichts des Todes seines Vaters befasste er sich verstärkt mit der Anthroposophie Rudolf Steiners. Am 8. Mai 1945 gehörte Claus zu den wenigen Annaberger Bürgern, die den Einzug der Roten Armee auf dem Marktplatz begrüßten.
Er brach das Gymnasium 1945 ab und trat eine Kaufmannslehre im Geschäft seiner Mutter an. Von Oktober 1945 bis Oktober 1948 absolvierte er eine Lehre als Einzelhandelskaufmann/Kunsthändler an der Städtischen Handelsschule in Annaberg. Gleichzeitig beschäftigte sich Claus weiter mit sprachwissenschaftlichen und phonologischen Phänomenen und versuchte sich erstmals an experimenteller Poesie. Nach der Lehre wurde er als Bauhilfsarbeiter zum Talsperrenbau nach Cranzahl verpflichtet, 1949 jedoch aus gesundheitlichen Gründen vom Bau freigestellt. Er nahm seine Tätigkeit im Geschäft der Mutter wieder auf.
1951 entstanden seine ersten Gedichte. Im Juni 1952 erkrankte Claus an Tuberkulose. Ab Oktober ergaben sich erste Kontakte zu Galerien, u. a. zur Galerie Schüler in Berlin (West). Von Januar bis Mitte April 1953 verbrachte er einen Kuraufenthalt im Sanatorium Stubbe in Sülzhayn. Von 1953 bis etwa 1957 beschäftigte sich Claus mit Porträt- und Landschaftsfotografie, schrieb „besondere“ Theaterkritiken für die Tageszeitung Volksstimme, in der er gezielt vor allem auf „die Tiefendimensionen von Stimme und Artikulation“ einging. Weiterhin verfasste er Gedichte, die er nun Lautstudien nannte, eine Form der „Auflösung der Sprache in Vokalfarbe und Konsonantenbewegung“ (Brief an Hanni Wirth, 17. Mai 1954). Intensiv beschäftigte er sich auch (zeitlebens) mit Ernst Blochs Werk Das Prinzip Hoffnung. Ab 1955 nannte er seine Gedichte Klanggebilde und bezog zunehmend die Fläche des Papiers in die Konzeption seiner Texte ein. 1957 entstanden 80 Blätter des Automatischen Tagebuchs sowie Papiercollagen.
Die Themen in der Folgezeit sind Sprache (Claus experimentierte mit Lautbildungsprozessen), Schrift (Sprachblätter, Transparentbögen) und kommunistische Geschichtsphilosophie, sowie die Beziehungen zwischen Subjekt und Objekt, Bewusstsein und Materie. Claus stand unter anderem in Kontakt zu Ernst Bloch, Michel Leiris, Raoul Hausmann, Franz Mon, avantgardistischen Künstlern in Europa und dem Dresdner Maler Albert Wigand. Die Freundschaft zu Franz Mon intensivierte sich ab den 1960er Jahren stark.
1959 wurde die elterliche Buchhandlung verstaatlicht. Dies schränkte Claus einerseits materiell sehr ein, andererseits konnte er nun freier arbeiten. Zwischen 1958 und 1980 entstanden „Phasenmodelle“, „Letternfelder“ und „Sprachblätter“, „Vibrationstexte“, seine Dichter-Graphiken (Gerhard Wolf). 1975 wurde er Mitglied des Verbandes Bildender Künstler. 1977 gründete er zusammen mit Michael Morgner, Thomas Ranft, Dagmar Ranft-Schinke und Gregor-Torsten Schade nach Ranfts Idee die Künstlergruppe und Produzentengalerie Clara Mosch (1977–1982) in Adelsberg, einem Stadtteil von Karl-Marx-Stadt. 1978 gewann er den 2. Preis der Grafik-Biennale in Krakau.
In den 1990er Jahren arbeitete Claus an visueller Poesie im Grenzbereich von Lyrik und Grafik. In seinen letzten Lebensjahren beschäftigte er sich vermehrt mit Esoterik.

### Leben in der DDR
Für Carlfriedrich Claus’ Kunst war in der DDR zunächst kein Platz. Er konnte, wenn überhaupt, nur im privaten Rahmen ausstellen, da der Geheimdienst „geheimschriftliche Agententätigkeit“ vermutete und so viele Kontakte kappte. 1980 durfte Claus erstmals seine Werke in einer staatlich geduldeten Ausstellung in Dresden präsentieren.
Claus begriff sich zeitlebens als überzeugter Kommunist, war aber den Behörden vor allem in seiner Region suspekt. Er wurde vom Staatssicherheitsdienst der DDR überwacht und man legte ihm eine Ausreise nach Westdeutschland nahe, was er entschieden ablehnte. Darüber hinaus war er sein Leben lang entschiedener Pazifist, was dem SED-Staat ebenfalls suspekt war. Und das, obwohl er auch Texte verfasste wie zu den Grafiken des Aurora-Zyklus (1967): „Der Stern der Erde steht vor unserem Blick als ein neuer, kommunistischer. In Morgenröte…“, oder zu Bioelektrische Landschaft (1973): „Submarines im Bewußtsein. Geschrieben in Gedanken an meine noch lebenden Freunde und Genossen der Unidad Popular.“ Carlfriedrich Claus war jedoch nie ein Befürworter des DDR-Kommunismus. Er blieb in seinen Gedanken und Handlungen frei und widersetzte sich stets den Ideologien, zunächst der des Nationalsozialismus, dann der der DDR. „Obwohl er so ernsthaft und folgerichtig wie wenige die Ideen von Marx, Lenin und Bloch in seinen Denklandschaften verarbeitete, wurde sein Werk in der DDR von der marxistisch-leninistischen Staatspartei unterdrückt und ignoriert und nur von oppositionellen Kräften aufgenommen“.
Claus unterhielt Kontakte zu anderen konkreten Poeten (insbesondere zu Franz Mon) und besonders zur Avantgarde aus Tschechien. Kontakte innerhalb der Sowjetunion waren besser möglich als in den Westen. Claus konnte meistens nur besucht werden und selbst nicht auf Reisen gehen. (Franz Mon organisierte jedoch für ihn Ausstellungen im Westen.) Mehrmals wurden Dokumente abgefangen. Carlfriedrich Claus lebte nach der Philosophie Ernst Bloch, dessen Werk Das Prinzip Hoffnung ihn zeitlebens faszinierte. Er strebte nach einer konkreten Utopie, jedoch einer, die über die gesellschaftlichen Strukturen hinausging. Er sagte über sich selbst: „Ich war isoliert, aber verbunden mit den gesellschaftlichen Vorgängen. […] Es war Dialog mit sich selbst und mit den gesellschaftlichen Prozessen, politischen Prozessen und Naturprozessen. Also keine Flucht nach innen, keine Introversion. Daß ich mich mit negativen Affekten verzehrte, habe ich vor allem der intensiven Auseinandersetzung mit Bloch zu verdanken, insofern er eben die Tatsache als Prozeßmomente sieht. Das eigentliche marxistische Verhalten ist, den Blick nach vorn zu richten, auf die Lösbarkeit der nichtagnostischen Widersprüche“. Claus selbst wollte seine Stasi-Akte niemals ansehen.

## Gesamtwerk

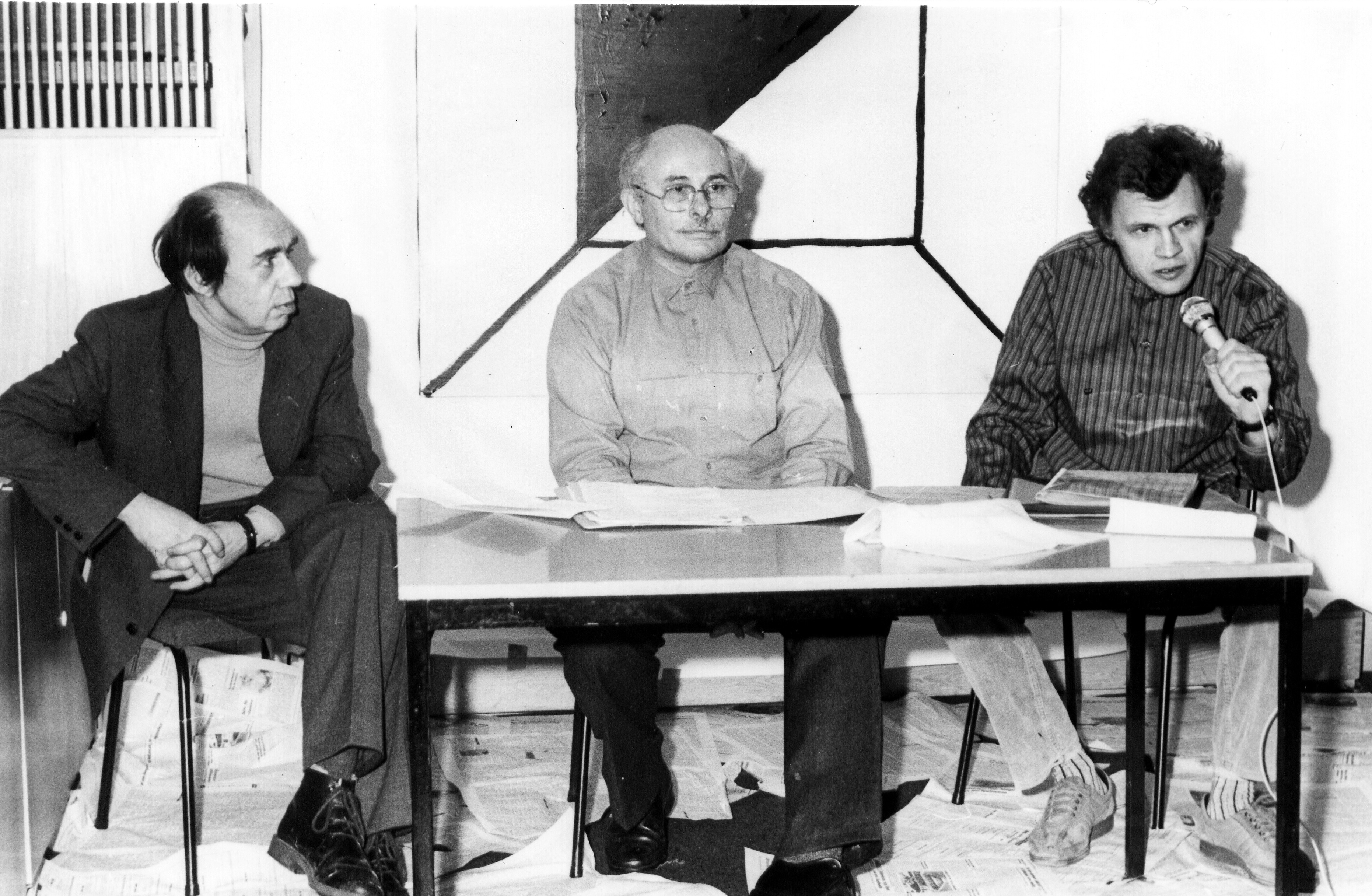
Carlfriedrich Claus, Rudolf Mayer und Valeri Scherstjanoi (von links) beim Rossendorfer Klubabend (ROK) 172 Erinnerung an Alexei Krutschonych 1886/1986 - Phonetisches Theater am 21. Februar 1986

Carlfriedrich Claus schuf ein Gesamtwerk von mehreren hundert Tonbandkassetten mit Artikulationen, Sprachblättern, Handzeichnungen, Büchern, Druckgrafiken, Briefen etc. Seine Arbeiten hatten den Anspruch den Rezipienten ganzheitlich zu fordern. Seine Arbeiten können stets als ein Selbstexperiment erfasst werden. Zu Beginn schrieb Claus konkrete Gedichte auf der Schreibmaschine. Diese Lyrik hatte u. a. Natur und Zeit zum Thema. Später werden die Motive „Klang“ und „Vibration“ wichtig und er schrieb mit der Hand. Claus Literatur ist experimentell und kann nicht einfach kategorisiert werden. Beim Anfertigen seiner „Sprachblätter“ oder auch „Vibrationstexte“ artikulierte er (teilweise) gleichzeitig, sodass es quasi ein Werk auf mehreren Ebenen darstellt. Eine Ahnung der Ganzheitlichkeit des Werkes kann der Rezipient z. B. beim Besuch des Sprachraumes AURORA bekommen. „Ich frage mich nach dem Entstehen eines Sprachblattes oft: wie groß ist hier der Anteil von noch nicht Gewordenem im Körper, das sich ohne gleichzeitige Umsetzung, also sozusagen das Bewußtsein überholend, durch die Bewegung der Hand manifestiert, wie groß der des noch nicht im Bewußten im Bewußtsein, speziell im Sprach-Bewußtsein, wie groß der des nicht mehr des Bewußten, und tauben Gerölls.“ Claus Werk ist transmedial. Bei der Rezeption der „Sprachblätter“ und „Lautprozesse“ soll der Rezipient seine Wahrnehmung erweitern. „Phantasiegeleitete Reaktionen und intellektuelle Reflexionen sollen sich durchdringen“. Claus versucht in seiner Arbeit die Latenz der Sprache offenzulegen und ihre Tendenz sichtbar zu machen. Er kombiniert ihre Elemente neu und „kündigt sie [die Grundannahme der modernen Linguistik] auf […]. Er experimentiert mit der Vorstellung, dass von den Zeichenträgern der Sprache, von der Schrift und den Sprechlauten, also von der „Substanz“ ihrer Klänge und Kuvaturen, so etwas wie „strukturelle Informationen“ ausgehen“. Wenn auch einige von Claus’ Werken sehr graphisch aussehen, so hat Claus selbst sich immer als Literat gesehen. Er sagte: „Ich betrachte mich im Grunde nicht als bildenden Künstler, sondern als Literat“.
Obwohl Claus Werke teils für den Rezipienten ohne Lupe kaum lesbar waren, weigerte sich Carlfriedrich Claus bis in die 1990er Jahre seine Werke vergrößert ausstellen zu lassen. Er wollte, dass der Rezipient in engem Kontakt mit dem Werk kommt und beim Anfassen und Wenden (der Sprachblätter) selbst einen Prozess vollzieht.

### Ausstellungen
- 1963: Mit zehn Sprachblättern bei der Ausstellung „Schrift und Bild“ im Amsterdamer Stedelijk Museum; nicht persönlich anwesend, da er keine Ausreisegenehmigung erhielt. Franz Mon organisierte weitere Ausstellungen. U.a. die Ausstellung
- 1964: Staatliche Kunsthalle Baden-Baden.
- 1978: Sprachblätter. Zentralinstitut für Kernforschung Rossendorf bei Dresden
- 1980: Erste (staatlich geduldete) Einzelausstellung im Kupferstichkabinett Dresden
- 1981: Erste offizielle Auslandsausstellung der DDR in Paris
- 1990: Städtische Museen Karl-Marx-Stadt; Westfälisches Landesmuseum für Kunst und Kulturgeschichte Münster
- 1993: Lindenau-Museum Altenburg; Goethe-Institut London
- 1995: Kunsthalle Rostock

### Postum
- 2005: Schrift. Zeichen. Geste. Carlfriedrich Claus im Kontext von Klee bis Pollock. Kunstsammlungen Chemnitz
- 2013: Künstlerfreundschaft zwischen Carlfriedrich Claus und Franz Mon, Kunstsammlungen Chemnitz
- 2023: Carlfriedrich Claus und die Fotografie, Kunstsammlungen Chemnitz
- 2024: Die gespaltene Generation, Neue Sächsische Galerie, Chemnitz[16]

### Werke und Schriften (chronologisch)
- Geschichtsphilosophisches Kombinat. 1959–1964.
- Notizen zwischen der experimentellen Arbeit – zu ihr. Hrsg. von der Staatlichen Kunsthalle Baden-Baden. Typos Verlag, Frankfurt am Main 1964.
- movens. Dokumente und Analysen zur Dichtung, bildenden Kunst, Musik, Architektur. Hrsg. von Franz Mon. Limes, Wiesbaden 1960.
- Schrift und Bild. Hrsg. von Dieter Mahlow, Baden-Baden 1963.
- Grafik-Mappe Aurora. 1977.
- Notiz zu „Bewußtseinstätigkeit im Schlaf“ In: Lautpoesie. Eine Anthologie. Hrsg. von Christian Scholz, Obermichelsbach 1987, Textbuch zur LP, S. 5.
- Sprachblätter. Klaus Ramm, Spenge 1987, ISBN 3-921917-17-4.
- Erwachen am Augenblick. Sprachbätter mit den theoretischen Texten von Carlfriedrich Claus und einem kommentierten Werkverzeichnis. Bearbeitet Von Klaus Werner, Karl-Marx-Stadt, Münster 1990, ISBN 3-88789-094-9.
- Work-Box 1955–1990 Holzkoffer mit 3 Lithographien, Siebdrucken, Faksimile-Farbkopien, Gedichten, Typoskripten, Tonbandkassetten u. a. Hrsg. von Klaus Werner im Auftrag einer Gemeinschaftsedition zwischen Carlfriedrich Claus, galerie oben (Karl-Marx-Stadt), Trottelpresse Gohlis (Leipzig), Edition Staeck (Heidelberg) 1990.
- Dialoge II. Lithographien und Texte von Carlfriedrich Claus u. Klaus Sobolewski. 1990.
- das wort auf der zunge. Franz mon. texte aus vierzig jahren ausgewählt und zueinander und zu sprachblättern in subjektive wechselbeziehungen gesetzt von Carlfriedrich Claus. Berlin 1991.
- Denklandschaften. Berlin 1993.
- Reflexionen im Versuchsgebiet K. Berlin, 1993.
- Zwischen dem Einst und dem Einst. Sprachblätter. Texte. Aggregat K. Versuchsgebiet K. Janus Press, Berlin 1995, ISBN 3-928942-15-8.
- Aurora. Sprachblätter. Experimentalraum Aurora. Briefe. Janus press, Berlin 1995, ISBN 3-928942-17-2.
- Visuelle Poesie. Anthologie. Hrsg. von Eugen Gomringer. Stuttgart 1996, S. 35–45.
- Diesseits natürlicher Sprachen. Lautprozesse. In: „Passauer Pegasus. Zeitschrift für Literatur“ H. 29/30 (1997) (Sonderheft „Neue Poesie und – als Tradition“, hrsg. von Friedrich W. Block), S. 126–127.
- Aggregat. in Visuelle Poesie. Hrsg. von Heinz Ludwig Arnold. München 1997 (= TEXT + KRITIK, Sonderband), S. 67–68.
- Carlfriedrich Claus/Albert Wigand: Traum – Grundriss. Erinnerung an eine Freundschaft. Hrsg. von Roland März, Neustrelitz 1998.
- Augen Blicke Wort Erinnern. Begegnungen mit Carlfriedrich Claus. Janus press, Berlin 1999, ISBN 3-928942-63-8.
- Das druckgraphische Werk. Hrsg. von Klaus Werner / Gabriel Juppe. Lindenau-Museum Altenburg, Altenburg 2000, ISBN 3-86104-038-7.
- Carlfriedrich Claus 1930–1998. Annaberg-Buchholz 2000.
- Carlfriedrich Claus: Gedenkschrift. Kunstsammlungen Chemnitz 2000.
- Ingrid Mössinger, Brigitta Milde (Hrsg.): Schrift. Zeichen. Geste. Carlfriedrich Claus im Kontext von Klee bis Pollock. Wienand, Köln 2005, ISBN 3-87909-867-0.
- Die klang-gebilde des Carlfriedrich Claus. ausgewählte von Christian Baumert, in Akzente. Zeitschrift für Literatur 55 (2008), H. 3, S. 256–285.

### Tondokumente
- Basale Sprech-Operationsräume. Bayerischer Rundfunk 1995. Mit einem Radio-Essay von Klaus Ramm. intermedium records, 041, Erding 2009 (CD), ISBN 978-3-943157-41-3.
- Basale Sprech-Operationsräume (Remix). Regie: Ernst Horn und Bernhard Jugel. Bayerischer Rundfunk 1995.
- Gedichte und Klangtexte. In: Claus: Work-Box 1955–1990. Hrsg. von Klaus Werner u. a. im Auftrag einer Gemeinschaftsedition zwischen Carlfriedrich Claus. galerie oben (Karl-Marx-Stadt), Trottelpresse Gohlis (Leipzig), Edition Staeck (Heidelberg) 1990. (Tonkassette Seite A: Frühe Gedichte/Lautgedichte. Vom Künstler gesprochen 1959 und 1990; Seite B: Lautprozesse).
- Lautaggregat. Westdeutscher Rundfunk 1993.
- Lautagreggat. In: Carlfriedrich Claus: Lautprozess-Raum. Hrsg. von Susanne Anna, Chemnitz 1995 (CD).
- Sprechexeritien 1959. Tonband. Kunstsammlungen Chemnitz, Stiftung Carffriedrich Claus-Archiv.
- Lautpoesie. Eine Anthologie. Hrsg. von Christian Scholz. Gertraud Scholz Verlag, Obermichelbach 1987 (LP), ISBN 3-925599-09-6.
- BOBEOBI. Lautpoesie Eine Anthologie. Hrsg. von Christian Scholz. Gertraud Scholz Verlag, Obermichelbach 1994 (CD), ISBN 3-925599-26-6.
- Neue Zeitschrift für Musik. H. 5(1998), CD-Beilage zusammengestellt von Michael Lentz.
- ausSICHT – abSICHT – einSICHT 25 Jahre Bielefelder Colloquium Neue Poesie. Hrsg. Ulrich Schmidt, Michael Vogt. Bielefeld 2002. (CD 1).
- ALLES LALULA 2. Songs und Poeme. Von der Beat-Generation bis heute. Hrsg. Wolfgang Hörner, Herbert Kapfer. Berlin 2003 (CD2), ISBN 3-8218-5242-9.
- Stimmen und Klänge der Lautpoesie. Hrsg. Christian Scholz, Urs Engeler. Urs Engeler, Editor, Basel 2002, ISBN 3-9521258-8-1.

## Ehrungen
- 1989: Max-Pechstein-Preis der Stadt Zwickau.
- 15. April 1994: Ehrenbürger von Annaberg-Buchholz.
- 1992: Ehrenprofessur des Freistaates Sachsen
- 1993: Jerg-Ratgeb-Preis (von HAP Grieshaber und Rolf Szymanski begründet)
- 1998: Gerhard-Altenbourg-Preis.
- 1999: „AURORA-Experimentalraum“ (zuerst 1993 in der Galerie Barthel + Tetzner in Köln gezeigt, später Kunsthalle Rostock) als ständige Ausstellung im Deutschen Reichstag in Berlin installiert.

- Zum 75. Geburtstag von Carlfriedrich Claus wurde seine Wohnung in Annaberg-Buchholz, in der er über Jahrzehnte wohnte und arbeitete, vom Förderverein Carlfriedrich Claus - Lebens- und Arbeitsort in Annaberg-Buchholz e. V. Sponsoren und Leihgebern renoviert und der Öffentlichkeit als Begegnungsstätte übergeben. Die Wohnung/Studienraum Buchholzer Str. 10, Eingang Johannisgasse in Annaberg-Buchholz ist für Interessierte besuchbar.

- Im August 2008 wurde zwischen dem Annaberger Förderverein Carlfriedrich Claus und der Stiftung Carlfriedrich-Claus-Archiv in Chemnitz, in der sich der Nachlass des Künstlers befindet, eine Kooperation vereinbart, um gemeinsam das Werk von Claus zu bewahren.[17]

### Zitate
- „Ich betrachte mich im Grunde nicht als bildenden Künstler, sondern als Literat“.[15]
- „produktions-beginn eines blattes ist entweder ein willentlich gefaßtes, mit sprachdenken genaustmöglich begriffenes und formuliertes thema – oder das jeweilige chaos (bzw. die automatismen) des vom willen ungesteuerten inneren dialogs.“[18]
- „die sprachblätter wollen […] sowohl als optische systeme wahrgenommen, vom blick erfaßt, wie jedoch auch in der zeit entfaltet, als sprachliche information gelesen werden. durch die versuchende auflösung der beiden dialektisch verknüpften informations-ebenen des blattes, der sprachlichen und der optischen, durch vergleiche und neuzusammenfügung, kann im betrachter/leser eine spezifische spannung entstehen.“[19]
- „Annaberg-Buchholz, vielschichtig unterhöhlt, greift über Tage in ziemlich bewegte Luft. Auch in windstiller Zeit kommt nachts vom Pöhlberg ein leichter Zug, – er läuft zerteilt, in unterschiedlichen Tempi durch Straßen, durch Gässchen, verfängt sich in Höfen, dreht, weht in Bäumen, auf Dächern. Schneegestöber macht gleitende und abrupt wechselnde vertikale und horizontale Strömungsfiguren der Luft mittelbar sichtbar; in der Leere des nächtlichen Marktplatzes andere als etwa bei den beiden Eschen hinter der Bergkirche. Im Frühjahr, im Herbst, wenn Stürme in breiter Front heranjagen, fungiert die Stadt als offener Gegen-Stand, der die untersten Schichten der Luftmassen teils bricht, teils durch Straßen umlenkt. Gegen-Wellen. Turbulenzen. Brandung. Oben im Sturm im Morgengrauen Dohlen-, Krähen-Schwärme,- : von ihren Schlafbäumen kommend kreisen sie über Kennungen wie St. Annen im Luftmeer, mit seinen Böen, Aufwinden, dem Wirbeln. […] Was heißt das: Ort der Geburt, Orte des Lebens, Ort des Sterbens? Gibt es Wechselwirkungen zwischen zunehmender Mobilität und Offenheit? Sichtbar wird der ungeheure Abstand, die Fremdheit zwischen Mensch und Mensch. Aber auch Lächeln. Freundlichkeit. Lachen. Er kehrt immer neu wieder, ist ununterdrückbar, der Wille, den Traum wahrzumachen: Freiheit Gleichheit Brüderlichkeit.“[20]
- „Das Denken des Sterbens kann Vorahnung letzter Angst wecken, aber auch ihres Vergehens. Anderes Existenz-Gefühl entsteht: Zwischen Nicht-Dasein und Nicht-Dasein. Der Versuch, aus der Gewissheit des Todes zu leben, gibt Halt. Intensivere Bewusstheit. Distanz zu sich selbst. Die Wirklichkeiten, mit denen ich biologisch, psychisch, sprachlich, sozial in Wechselwirkung bin, erscheinen aus fremdem Licht. Von ihm her bestimme ich mein Verhältnis zu ihnen, zu mir neu.“[21]

## Kulturgutschutz

Geschütztes Kulturgut

Der Nachlass Carlfriedrich Claus’ (laut Verzeichnis „582 Zeichnungen, 271 Druckgrafiken, 87 Tonträger, 19.000 Briefe, 13.000 Fotos und Negative, 350 Manuskripte, 520 Zeitungsartikel, 50 Tagebücher, Arbeitsbücher und Notizbücher sowie 30 Spulentonbänder“) wurde als im Länderverzeichnis für Sachsen eingetragenes Kulturgut unter Kulturgutschutz im Sinne der 1954 verabschiedeten Haager Konvention zum Schutz von Kulturgut bei bewaffneten Konflikten gestellt.